# La Gallinaire (la Seu d'Urgell)
La Gallinaire és una partida de la Seu d'Urgell (Alt Urgell) antigament denominat partida del Rec dels Frares. Es troba a llevant entre l'Avinguda de Guillem Graell (antiga carretera) i l'Avinguda del Camí Ral de Cerdanya, a ponent acaba al carrer de Bellavista limitant amb el Seminari Capitular i a l'est a la rotonda d'accés al carrer de Circumvalació i accés a la N-260.
És un nucli que havia estat una zona hortícola i actualment és residencial, on hi ha diversos habitatges de protecció oficial, i d'equipaments. En destaca la Llar de Jubilats de Sant Josep, la Comissaria dels Mossos d'Esquadra, el Palau Municipal d'Esports i el Laboratori comarcal de sanitat ramadera.

## Història
La partida havia estat una zona dedicada a l'horticultura on Maria Comes i Farràs, coneguda amb el renom de "La Gallinaire" per la seva activitat comercial, havia adquirit la majoria d'aquelles terres als anys 20 del segle xx on va construir una casa, amb front al carrer Bellavista, la "Villa Maria", encara existent. El renom de Maria esdevingué sobrenom de la familia i de la casa, Cal Gallinaire, com era habitual a l'època. Maria Comes era filla del conegut Mestre Comes, que a finals del segle xix tenia casa i escola al carrer de Sant Domènec, núm. 3, davant de l'Església del mateix nom.

### Expropiació
A la dècada de 1980 la Generalitat de Catalunya tenia la intenció de construir un hospital públic a la població i l'Ajuntament de la Seu d'Urgell (encapçalat per l'alcalde Joan Ganyet i Solé) va expropiar una finca per ubicar-lo, on actualment hi ha els Mossos d'Esquadra, el Palau i un grup d'habitatges. La Generalitat finalment no va continuar el projecte de l'hospital il'expropiació ha costat, 29 anys després, 3,6 milions d'euros. L'Ajuntament va oferir inicialment 120.000 euros, xifra que va recórrer una de les famílies al Jurat Provincial d'Expropiacions que va taxar l'operació en 510.000, iniciant un litigi entre les dues parts fins al 2011.